# Călugăreni, Giurgiu
Călugăreni là một xã thuộc hạt Giurgiu, România. Dân số thời điểm năm 2002 là 6545 người.